# ムーレイ・イスマーイール
ムーレイ・イスマーイール・イブン・シャリーフ（アラビア語 : مولاي إسماعيل بن الشريف ابن النصر、ベルベル語 : ⵎⵓⵍⴰⵢ ⵉⵙⵎⴰⵄⵉⵍ、英語 : Moulay Ismail Ibn Sharif、1645年 - 1727年3月22日）は、モロッコ、アラウィー朝の第4代スルターンである。
アラウィー朝の始祖ムーレイ・シャリーフの七男で、1667年から継兄ムーレイ・アル＝ラシードが死去する1672年まではフェズ王国およびモロッコ北部の総督だった。彼はフェズでスルターンを宣明するが、王位を主張する甥ムーレイ・アフメド・ベン・メレズとの抗争が勃発、1687年にアフメドが死去するまで抗争は続いた。イスマーイールの55年に及ぶ在位期間は、モロッコのスルターンで最長である。

## 概要
イスマーイールの治世はモロッコの最盛期と一致する。 彼の軍事的成功は（特にウダヤの）ジャイシュと黒人親衛隊（又はアビド・アル＝ブハーリー）という彼に専従する黒人奴隷を頼りとした強力な軍隊の創設によるものと評されている。イスマーイールは1692年のムールーヤの戦いで領土をトレムセンに拡大しようとするも、オスマン帝国領アルジェリアに敗れた。彼はスペインの支配下にあったオラン占領を再び試み、こちらはオスマン領アルジェリアの部族を追いやることにある程度成功した。また彼はオスマン領アルジェリアを相手にマグレビ戦争を仕掛けて西ベイリクを征服することに成功し、現地の宮殿を略奪した。その後、彼の軍隊は1701年のシェリフの戦いで押し返された。他にも1708年のラグアットなど小規模な戦闘に参加して彼は勝利を収めた。イスマーイールは、アライシュ、アシラー、マーディア、タンジェなどの港からヨーロッパ人を追放した。 彼は数千人のキリスト教徒を捕虜にして、セウタを奪取する寸前までいった。
イスマーイールはサレとラバトに拠点とする海賊船の艦隊を支配し、彼らが地中海と黒海での襲撃を通じて彼にキリスト教徒奴隷や武器を供給していた。彼は特にフランス王国、グレートブリテン王国、スペインといった海外の強大国と重要な外交関係を樹立した。そのカリスマ性と権力の大きさから同時代のルイ14世と比較されることも多く、イスマーイールはその残酷さと即決裁判の厳格さから、ヨーロッパ諸国では「血まみれ王(bloody king)」との渾名がつけられた。また母国では「戦士王(Warrior King)」として知られている。
彼はまたメクネスを首都にして、壮大な宮殿、庭園、記念碑的な門、モスクや40km超におよぶ壁などを含む、巨大な城塞と宮殿による複合施設 (Kasbah of Moulay Ismail) の建設に取り組んだ 。1727年にイスマーイールは病死した。死後は彼の信奉者達が強権を振るうようになり、思いのままに王位に着いたり退位するなどしてモロッコを支配した。

## 生涯

### 生い立ち、前半生、権力掌握

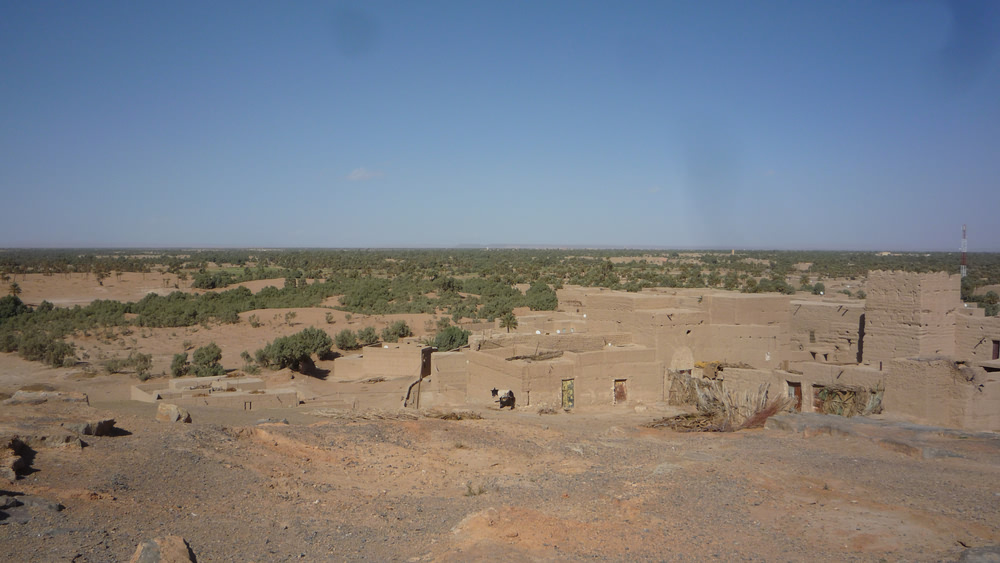
13世紀からアラウィー朝のシャリーフ達が定住したタフィラルト

1645年にシジルマサで生まれたムーレイ・イスマーイール・イヴン・シャリーフは、タフィラルトの王子にしてアラウィー朝最初の君主ムーレイ・シャリーフの息子だった。彼の母親は黒人の奴隷だった。彼はムハンマド21代目の子孫アル=ハッサン・アダヒルの血筋にして、1266年にシジルマサに身を置いたムハンマド17代目の子孫アッ＝ザキーヤの血筋だと主張した。
サアド朝スルターンのアフマド・マンスール死去後、モロッコは情勢不安定となり、彼の息子達が王位継承をめぐって争っていた。一方、国家は様々な軍事指導者や宗教権威者によって分断されていった。ジダン・アブー・マーリの治世が始まる1613年から、サアド朝は急激に弱体化した。ディーラーイー教団はモロッコ中心部を統治し、イッラーイ教団はスースからドラア川にかけて勢力を築き上げ、マラブーの聖者アル=アイヤーシは北西部の平原やタザまでの大西洋岸を所有した。サレ共和国はブー・レグレグ川河口の独立国家になり、テトゥアンはナクシス家の統治する都市国家となった。タフィラルトでは、二つの教団（ディーラーイーとイッラーイ）の影響を抑制する目的でアラウィー朝が地元住民に支持され、1631年から独立した首長国として存在した。

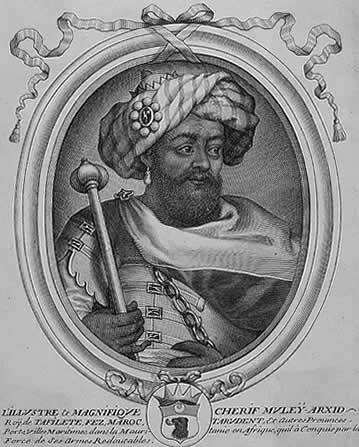
1667年に即位したアラウィー朝初代スルターンのムーレイ・アル＝ラシード

イスマーイールに先んずる3人の支配者が、父親のムーレイ・シャリーフおよび2人の異母兄弟サイディ・ムハンマドとムーレイ・ラシードだった。父シャリーフは1631年からアラウィー朝の初代君主として、タフィラルトをディーラーイー教団の権威が及ばないように保つことに成功した。1636年に父が退位すると、最年長の異母兄サイディ・ムハンマド・イブン・シャリーフが後を継いだ。サイディ治世のもと、アラウィー朝の領土はモロッコ北部のタフナとドラア川にまで拡大し、オスマン帝国の都市ウジダをも占領した。別の異母兄ムーレイ・アル＝ラシードは謀反を起こすと、1664年8月ににウジダ近郊のアンガド平原の戦いで兄ムハンマドをようやく斃した。ムーレイ・イスマーイールはラシード支持を選んでおり、その報いとしてメクネスの首長に任命された。その地でイスマーイールは財を築くため現地の農業と商業に専念した。一方でラシードは1664年5月にフェズを征服したのちタフィラルトの王族となり、その後モロッコのスルターンとして君臨した。さらにラシードは、モロッコ南部で戦っている最中のモロッコ北部における軍事統治をイスマイールに委任し、1667年には彼をフェズのカリフかつ副王に封臣させた。 1668年にラシードはディーラーイー教団を征伐、2年かけてマラケシュでの反乱を鎮圧すると同都市を1669年に攻め落とした。
1670年4月6日、イスマーイールは兄ラシード立ち合いのもとフェズにて最初の結婚式を挙げた。ラシードはオートアトラス山脈の独立部族に対する討伐を続けていたが、1672年4月9日にマラケシュで落馬したのち死亡した。4月13日にラシードの訃報を受けたイスマーイールはフェズに馳せ参じて兄の財物を手に入れ、翌14日にモロッコのスルターンを26歳で宣明した · 。この宣明を受けて壮大な儀式が執り行われ、貴族、知識人、シャリーフを含むフェズの全住民が新たな君主に忠誠を誓った。フェズ王国の各部族や各都市も使節・代表団を派遣して忠誠を誓ったが、マラケシュとその周辺地域だけは使節を派遣しなかった。イスマーイールは水と気候に恵まれたメクネスを首都と定めた。

### 統治初期

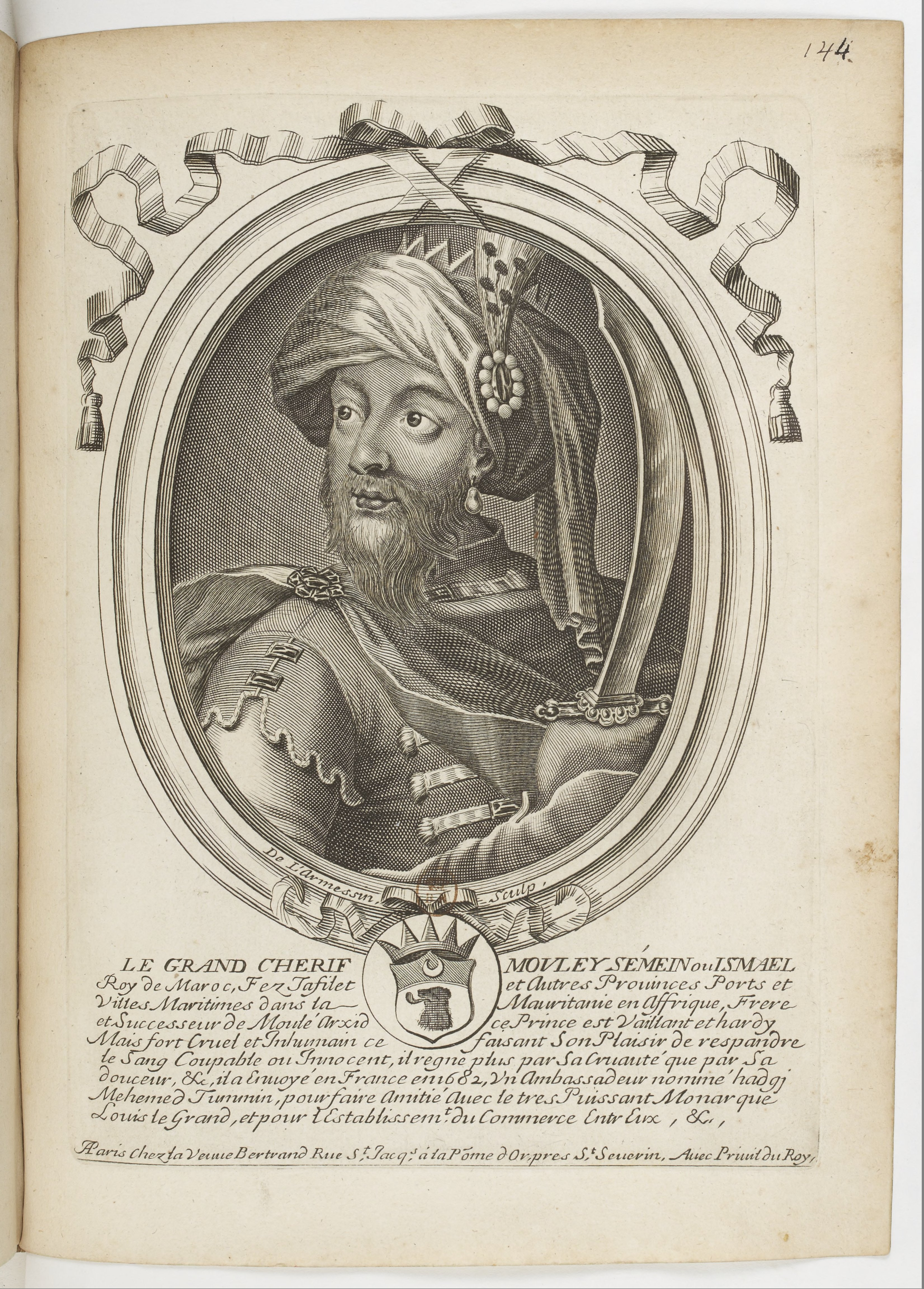
ムーレイ・イスマーイールの肖像画（ニコラ・ド・ラルメサン1世の作）

権力掌握後、ムーレイ・イスマーイールは幾つかの反乱に直面した。最も大きなものが甥のムーレイ・アフメド・ベン・メレスによる反乱で、これに続くのがタフィラルトの王という肩書を僭称したハーラン・イブン・シャリーフを含む兄弟による反乱である。テトゥアンの将軍カディール・ガイランも幾つかの部族や宗教団体と共に反旗を翻した。
ラシードの訃報がシジルマサに届いた時、アフメド・ベン・メレスは自分がスルターンだと宣明するためマラケシュへと急いだ。アル・ホウズ州の部族、スースのアラブ族、マラケシュの住民が加わり、彼はこの地域を支配することができた。甥アフメドはこれら南部の部族を結束させ、マラケシュでスルターンを宣明した。これを受けて、イスマーイールは1672年4月27日に甥に対する討伐を開始し、砲撃の成果もあって勝利した。彼がマラケシュの街に入ると、1672年6月4日にイスマーイールがスルターンだと認められた。アフメドは銃弾で負傷し、山中に逃亡した。イスマーイールはマラケシュの住民を許し、街の防御を再構成した。その後フェズに戻った彼は兄ラシードの棺を廟内に葬り、1672年7月25日にメクネスに帰還した。
イスマーイールは帝国の組織を整え、サハラへの遠征に備えて自軍兵士に物品を配給した。しかし1672年8月26日にフェズの街で反乱が発生し、遠征隊長になる筈だった司令官ジダン・ベン・アビド・エラムリがその反乱で殺害された。スルターンの部隊も街から追放されたため、この計画は破棄された。イスマーイールは急遽駆けつけると、街壁の外側で野営を張った。数日に及ぶ紛争後、フェズの貴族達は絶望して甥のアフメド・ベン・メレスに救援を訴えた。 アフメドは貴族達の訴えに好意的に応じてタザへと向かい、そこで再びスルターンを宣明した。 一方、カディール・ガイランはフェズに使者を派遣して、自分が海路でアルジェからテトゥアンに到着したことを住民に知らせた。これらの出来事が国内に深刻な情勢不安を巻き起こした。イスマーイールはタザに進軍すると数カ月に及ぶ包囲を経て相手を降伏させ、アフメドはサハラに逃亡せざるを得なくなった。フェズの包囲継続中に イスマーイールは北西に転進、オスマン領アルジェリアの助けを借りてハブト地域を支配していたカディール・ガイランと対峙した。12,000人の部隊と共にイスマーイールはこの反乱を鎮圧すると北部の州を制圧し、1673年9月2日にクサール・アルケビールでガイランを斃した。再び彼がフェズに戻ると、依然として自軍が包囲を続けていた。約14か月の包囲を経て、1673年10月28日に市の中心部フェズ・ジェディドはようやく門を開いた。イスマーイール はフェズの住民に恩赦を与えた。 彼は都市を再編し、フェズ・エルバリとフェズ・ジェディドの郊外を担当する首長を任命した。 

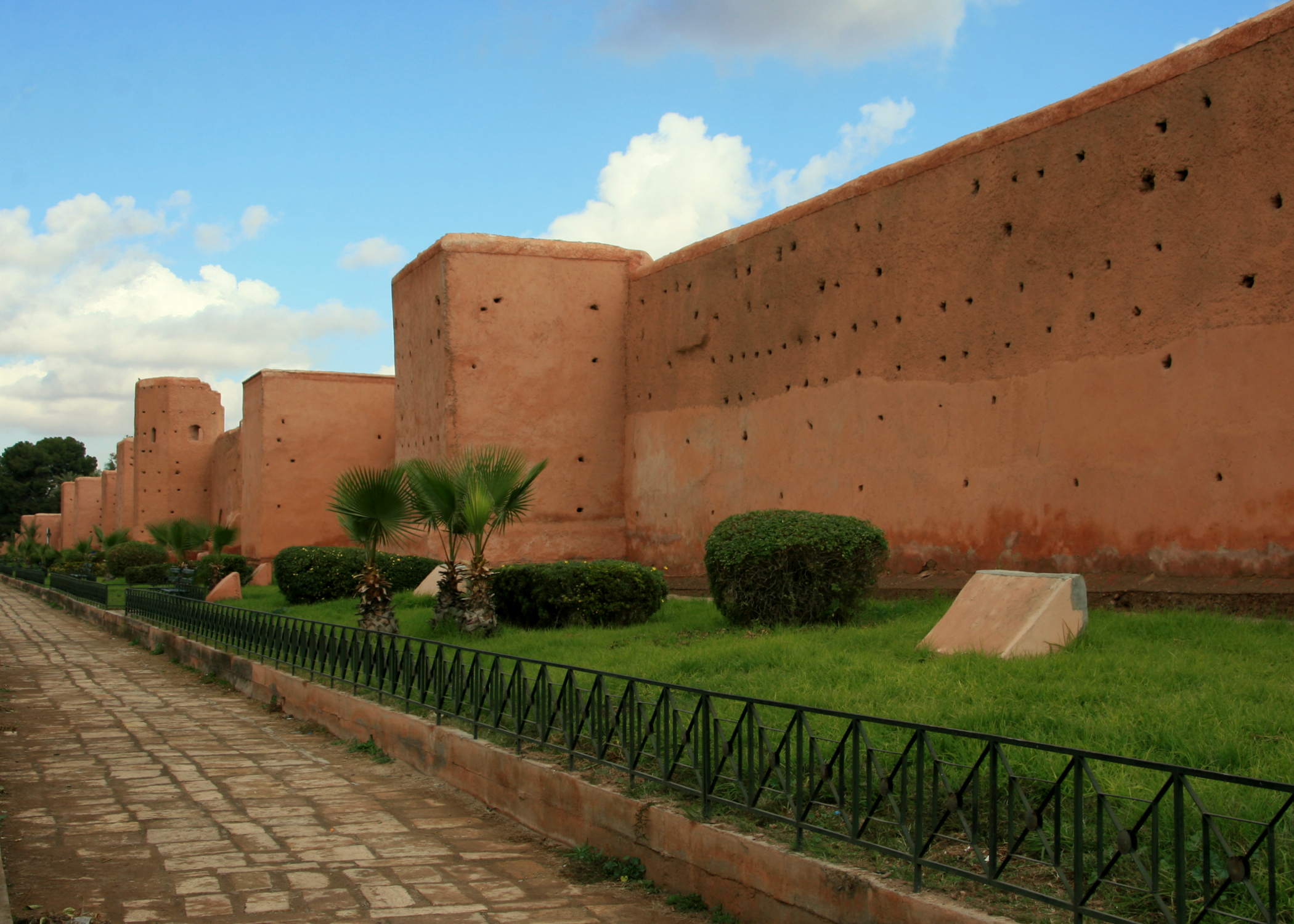
モロッコ帝国の首都の1つマラケシュは、イスマーイールに3度反旗を翻してアフメド・ベン・メレスの方を支持した。この都市は厳罰に処された。

メクネスに戻ると、イスマーイールは建設工事を続行して幾つかの宮殿を建てた。彼は甥のアフメド・ベン・メレスにまたも謀反を起こされ、1673年5月以降はアフメドがマラケシュを掌握した。1674年にそれを知ったイスマーイールは、山賊行為に従事していたアンガド地域のアラブ部族討伐にまず着手した。彼はスゴウナ族を徹底的に打ちのめし、甥を討伐する大規模作戦の準備を整えた。イスマーイールは自軍の先陣を切ってタドラ地方に進軍し、そこでアフメド・ベン・メレスの軍隊と遭遇した。イスマーイールは甥の軍隊に勝利し、その軍指揮官を殺害した。アフメドはマラケシュまで追い立てられ、そこに籠城した。イスマーイールは街を包囲すると1674年に武力でそこを奪取、アフメドにドラア州への逃亡を余儀なくさせた。その後スルターンはシャウィーア部族に対する軍事作戦を幾度か指揮した。同年、高中アトラスのサンハジャ部族が敬意を払うことを拒否した後に反乱を起こし、スルターンの使節団を虐殺した。（これを知って）イスマーイールは最初の討伐遠征を開始し、サンハジャが身を固めている山岳の根城から彼らを追い出そうとした。スルターンの軍隊は、8,000のベルベル人歩兵と5,000のベルベル騎兵からなる部隊によって撃退された。これに続く2回目の遠征ではスルターン軍が反逆者側を大敗させ、大量の戦利品を獲得した。
1675年、甥アフメドはタルーダント住民の助けを借りて密かにマラケシュに戻ると、王室の軍隊を追放して街を占拠した。イスマーイールはもう一度マラケシュを包囲下に置いた。この戦闘は血みどろで、特に1676年6月は双方の死傷者が非常に多かった。1677年6月26日、最終的にアフメドは町から逃亡せざるをえなくなり、スースに向かった。今回、イスマーイールはアフメドを支援した罰として街を激しく破壊した。
マラケシュ駐留中のイスマーイールは、アフメド・ベン・アブデラ・アディラーイ（ムハンマド・アル＝ハッジ・イブン・アブ・バクル・アディラーイの孫）が山岳からサンハジャ部族の大軍を集めてムールーヤ川を渡り、タドラとサイスのアラブ部族を襲撃して、彼らをフェズ、メクネス、セールの各都市に逃亡を余儀なくさせたことを知った。アフメドは解散したディーラーイー教団を復活させようとしており、オスマン帝国領アルジェリアに支援されていた（その昔彼に避難所を提供していた）。イスマーイールはアフメド・ベン・メレスの件で忙しかったため、騎兵3000からなる自治部隊を派遣した。 彼らはアフメド・ベン・アブデラのベルベル軍に敗れ、部隊の司令官が殺された。その後イスマーイールはさらに兵士4000人からなる軍隊を2組派遣するが双方とも（最初はメクネス近郊で、次がカスバタドラ）敗れてしまい、サンハジャによってどちらも占拠され破壊された。一方イスマーイールは、ムーレイ・ハーラン、ムーレイ・ハンマダ、ムーレイ・ムラド・メレス（アフメド・ベン・メレスの父）の3兄弟が反乱を起こしてタフィラルトを攻撃したことも知った。スルターンとしてイスマーイールは最初にタドラで情勢不安に対処することを決定した。 彼は個人的にベルベル人に干渉して戦闘へと仕向け、そこでは3000人のベルベル人と数百人の帝国軍兵士が死亡したと言われている。彼はタドラを奪還し、大砲やウダヤのジャイシュによって実行された包囲作戦で中アトラス地域を安定させた。サイード・アブデラ・エルルーシによって700人近い反逆者の頭がフェズの壁に打ち付けられた。1677年末にイスマーイールはメクネスに帰還し、兄弟による反乱を終わらせた。彼はムーレイ・ハーランを捕らえたが、処罰しないことを選んだ。

### 帝国の安定化
1678年から1679年にかけて、ムーレイ・イスマーイールはアムール山脈を越えてシェルグ地方への遠征を試み、アラブ部族の大部隊がそれに帯同した。この遠征での戦いでトルコの大砲は全てアラブ部族に徴集され、スルターンはオスマン帝国とモロッコの境界をタフナに設置せざるを得なくなった。イスマーイールは引き返して帰還するとウジダを再建した。1678年の遠征を終えると、彼は帝国南部（スースやトゥアットから現在のモーリタニアにあるシャルギ州まで）を再編成した。移動中に、イスマーイールはカイードとパシャを任命し、これら地域で自分の支配力を誇示するべく砦とリバートの建設を命じた。この遠征中、スルターンは国のサハラ地方にいる全てのマキル部族（遊牧民）からの使節団を受け入れ、国土はセネガル川まで拡大した。トンブクトゥのパシャリク（行政府）に対するモロッコの支配は1670年に確立され、イスマーイールの治世中ずっと続いた。

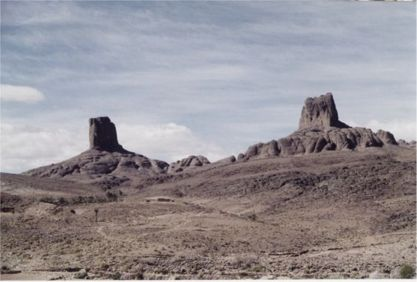
アイトアッタにあるアンティアトラス山脈東部の頂、ジュベル・サジェロ。

1678-1679年のラマダンの終わり頃、イスマーイールの兄弟3人（ハーラン、ハシェム、アフメド）と従兄弟3人がアイットアッタのサンハジャ連合やトゥドラ渓谷部族およびダデス渓谷部族の助けを借りて反乱を起こした。イスマーイールは大規模な遠征を開始し、続けてすぐにフェルクラ、ゲリア、トゥドラ、ダデスを占領した。 反乱部族はオアシスを放棄してアンティアトラス山脈東部のジュベル・サジェロに逃亡した。 1679年2月3日、大軍を擁するイスマーイールは、ジュベル・サジェロで困難な戦いを繰り広げた。
重傷者にはモロッコ軍の指揮官やフェズから参戦した兵士400人が含まれ、それは部分的敗北だった。この 戦いは、反乱部族がタフィラルト市民に反乱部族のサハラ領土を通り抜けるマラケシュへの自由な往来を許可すると共にキリスト教徒に敵対する将来的援助を約束する、という合意によって終了した。彼らの帰路はアトラス山脈で吹雪に見舞われ、軍隊と戦利品の一部である約3000のテントが破壊された。腹立ちまぎれに、イスマーイールは自分に帯同していた者達への制裁として、この災害とは何の関係もなかったワズィールでさえも処刑した。

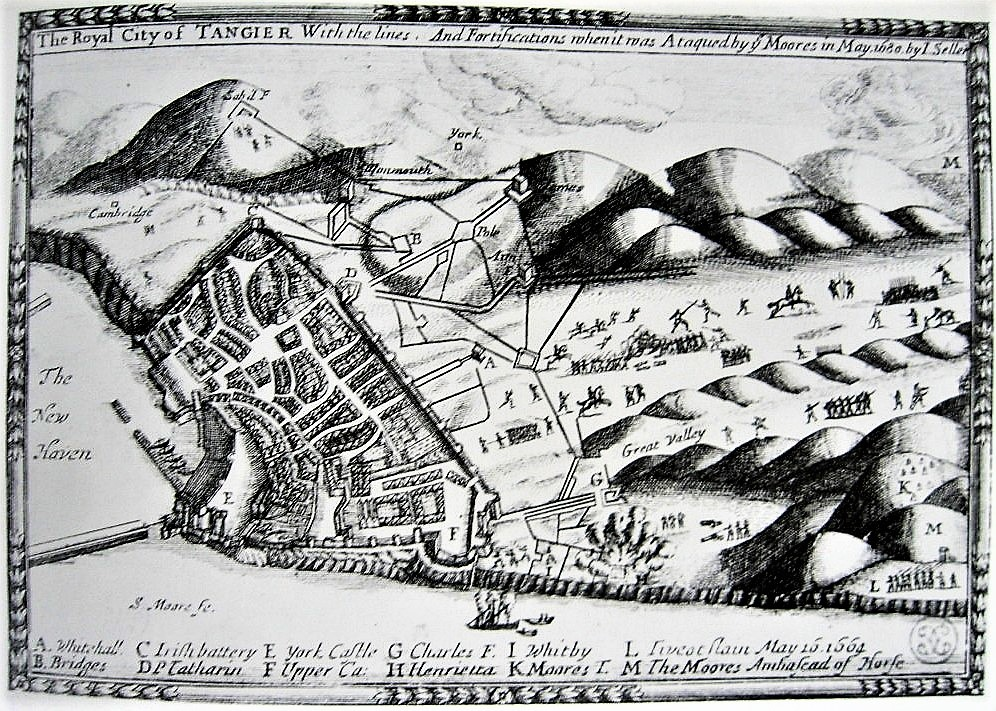
タンジェにあるイングランド軍の砦を描写した、1680年の版画

モロッコ統一を成し遂げた後、イスマーイールは国内でキリスト教の存在を終わらせることを決定した。まず彼はタンジェの街を奪還する軍事行動に着手した。この都市は元々ポルトガル領だったが、キャサリン・オブ・ブラガンザとチャールズ2世 (イングランド王)との結婚を経てイングランドの手にわたり、以来イングランド領となっていた。この都市は強力に要塞化され、兵士4000人の大規模駐屯地もあった。イスマーイールは自分の最も信頼する将軍の一人アリ・ベン・アブドゥッラー・エル=リッフィーを任命して、1680年にタンジェを包囲した。タンジェでイングランド軍は抵抗したが、駐屯地の維持費が高いという顛末により、彼らは1683年冬にこの都市を放棄して自分達の要塞と港を取り壊すことに決めた。1684年2月5日にモロッコ軍がこの都市に入った。
1681年、まだタンジェ包囲継続中にイスマーイールは軍の別動隊を派遣し、ラ・マモラの街（現:マーディア）を征服した。この都市は1614年以降モロッコの混乱期にスペイン人によって占領されていた。イスマーイールは水源のないこの街を包囲し、市内にいるスペイン移民全員を含めてそこを占領した。司令官オマールは、無条件降伏すれば奴隷に売られることはない「ただし捕虜となるが、最初の贖いまで働かずに日々を過ごすことになる」とスペイン移民に伝えた。しかしながら、イスマーイールにはオマールの約束を尊重する理由がなくラ・マモラの捕虜に贖いを許すつもりもなかったため、「哀れな少女と女性」50人を含む彼らは戦利品として武器や大砲などの所持品と一緒にメクネスまで歩くことを強要された。一説によれば、これらの武器類は「自分の王国に残っていたものよりも多かった」という。この都市はアル=マーディヤと改名された。
将軍達がこれら作戦を引き受けている間、イスマーイールは国家安定に焦点を当てた。ベニ・アムル人に対するシェルグ地方への遠征後、彼はアフメド・ベン・メレスがアルジェでトルコと別の合意を結んだことを知った。彼はまた、トルコ軍がタフナに接近していて既にベニ・スナッセンの領土に到達していることも知った。イスマーイールはすぐにアフメドと対峙するべく国の南部に大軍勢を派遣し、オスマン帝国に対する遠征を準備したが、トルコ軍が撤退したため実施されずに終わった。そこで彼は南に行軍して1683年にスースで甥と対峙、そこで4月に戦闘が起こった。25日間の戦闘後、アフメドはタルーダントに逃亡して守りを固めた。 同年6月11日の戦いでは2000人以上が命を落とし、アフメドやイスマーイール自身も手傷を負った。この衝突はラマダン（断食月）まで続いた。イスマーイールは2つの遠征を実施して、幾つかのベルベル地域を平定することに成功した · 。

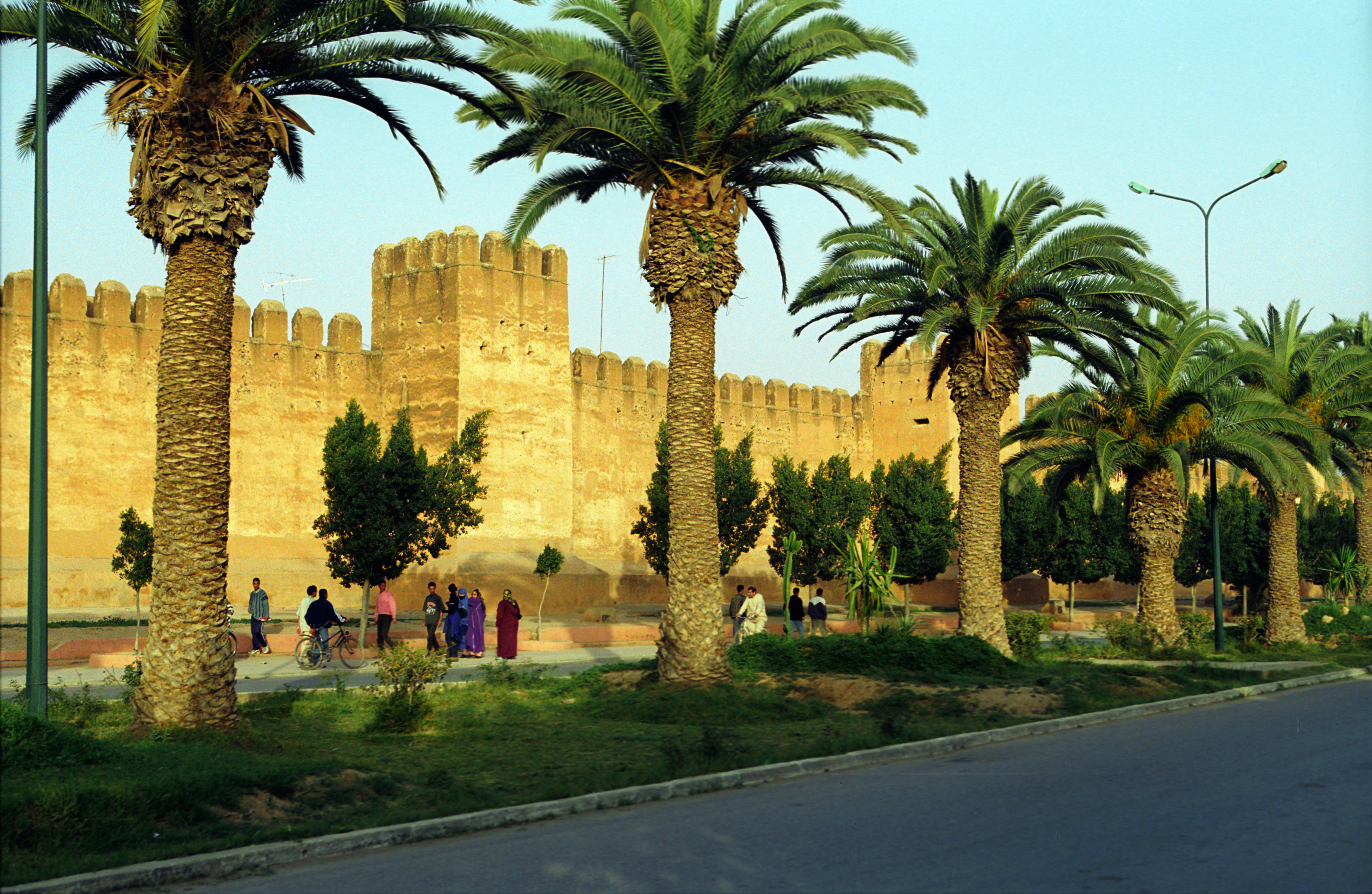
アフメド・ベン・メレスとムーレイ・ハーランの反乱拠点となった都市、タルーダント。

イスマーイールがアトラス山脈でこれらの部族との戦いに専念している間に、アフメドはイスマーイールの帝国を情勢不安にするため兄弟のムーレイ・ハーランと同盟を築いた。1684-85年に、2人の反逆者がタルーダントとその内陸部を支配していることを知って、イスマーイールは直ちに街の包囲を実施した。アフメドが奴隷の一団を連れて聖域に向かうと、イスマーイールの兵士である数名のジララ部族に行く手を塞がれた。アフメドだと認識していなかったがジララ族は彼を襲撃し、短い戦闘が起きてアフメドが死亡する結果となった。スルターンの兵士たちがそれを認識したのは彼の死後1685年10月中旬のことで、イスマーイールは彼に葬儀を与えて埋葬するよう命じた。ムーレイ・ハーランは1687年4月まで抵抗を続け、サハラに逃げ込んだ。タルーダントの人々は虐殺され、街はフェズからの転居民で再び人口が増加した。イスマーイールの軍事司令官の多くがこの戦争で落命したが、この日以降スルターンの権力に逆らおうとする者はいなくなった。アフメドとイスマーイールとの戦争は13年に及ぶ戦闘を経て終結した。
イスマーイールは、1610年以来スペインの支配下にあったララーシュの街を奪還すべく、今度は推定3万-5万人規模の強力な軍隊を準備した。スルターンは1688年に計画を発表し、これがスペイン入植側に大砲200基と1500-2000人の兵士を備えた都市の強固な要塞化を強いらせた。軍事行動は1689年7月15日に始まり、包囲は8月に始まった。1689年11月11日にモロッコ軍がこの都市を最終的に占拠し、推定で1万人が犠牲となった。モロッコ軍は将校100人と大砲44基を含む1600人のスペイン兵士を捕虜にした。スペイン軍はこの戦いで兵士400人を失った。虜囚交換はモロッコ10人に対して将校1人の割合で手配されたため、将校100人はモロッコの虜囚1000人と交換になった。イスラム教に改宗した者を除き、残りのスペイン駐留兵は奴隷としてメクネスに投獄され続けた。勝利の祝いとして、イスマーイールは黒い靴の着用（1610年にスペイン人がララーシュを初めて獲得した際、彼らがモロッコに導入したとされる慣習）を禁止する布告を出した。フェズのムフティーはこの勝利に大喜びした。
ララーシュの征服直後、イスマーイールは新たな司令官を派遣してアシラーを包囲した。疲弊したスペイン駐屯軍が海路にてこの都市を脱すると、モロッコ軍が1691年にこの街を占領した。
1692-93年に、イスマーイールは最後に残った未征服部族に対して非常に大規模な遠征を組織した。これらは中アトラス西部地域にいるベルベル人達のサンハジャ・ブラベル部族だった。これら部族がブレド・エ=シバ（スルタンの権威を受け入れなかった地域）の最終孤立地帯を形成していた。イスマーイールの軍隊は非常に大規模で、迫撃砲、バリスタ (兵器)、大砲、その他の包囲兵器を備えていた。一方、モロッコ軍はアデクサンに集まった。イスマーイールは自軍を三集団に分けた。 第一軍は歩兵25,000人でタドラからウエド・エル・アビドまで行軍した。 第二軍はタンテガランを占領しなければならなかった。第三集団はムールーヤ川上流域に結集した。未征服部族は、アイト・ウーマルー、アイト・ヤフェルマン、アイト・イスリの民で構成されていた。彼らは、あらゆる砲撃を活用してベルベル人の反乱軍を打ち破るイスマーイールによって包囲された。凄惨な戦いの後、ベルベル人は散り散りになって渓谷や谷間に逃げ込んだ。3日に及ぶ追跡の後、スルターンによってベルベル人12,000人が捕虜となり、馬1万頭と銃3万挺が戦利品として鹵獲された。イスマーイールはこの時点でモロッコ全体を征服し、国内全ての部族に自分の権威を認めさせた。彼はこれを達成したアラウィー朝最初のスルターンだった。彼は全国に数十もの要塞を建設することで占拠した地域の防衛を迅速に組織した。これは中央権力が遠方地域に行きわたる助力となった。この勝利をもってモロッコ征服は終結した。1693年、アフマド・イブン・カリド・アル=ナシリによると、
ゲルール人はこれを激しい方法で学んだ。シジルマサへの道中、ジズ川の上流で襲撃を行ったこの部族の兵士数人がイスマーイールの注意を引いた。 彼はカイードの一人に彼らの虐殺を命じた。 アル=ナシリの著書『Al-Istiqsa』によると、イスマーイールは騎手1万人を討伐隊に提供し、その指揮官に「ゲルール人を襲撃して、兵士それぞれの首級を持ち帰ってくるまで、お前は戻って来るな」と伝えたという。そこで彼らは出発すると、できるだけ多くのゲルール人を殺し、その野営地を略奪した。 彼は追加の首級を持ち帰った人物に10ミスカール（約46gの貴金属）を出した。 最終的に彼らは12,000人分を集めた。 スルターンはこれに非常に満足し、征服したばかりのアイト・ウーマルーやアイト・ヤフェルマンの領土もこの指揮官に組み入れた。

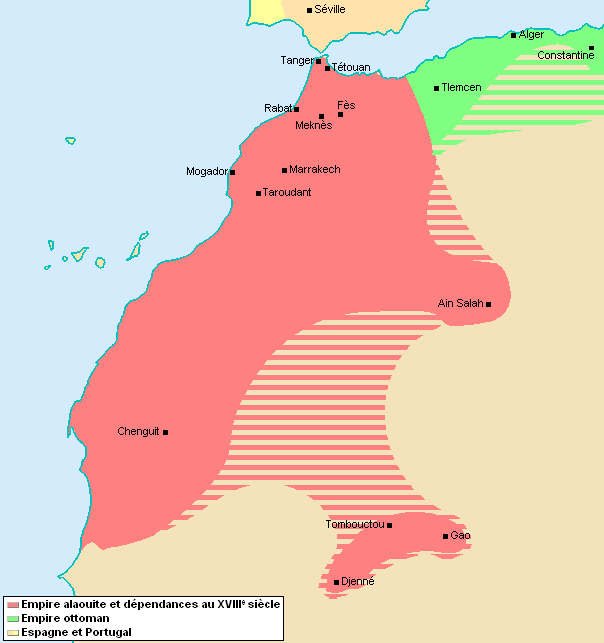
18世紀初頭、イスマーイール治世におけるアラウィー朝帝国の最盛期

サレのフランス領事ジャン=バティスト・エステルは、1698年に大臣のトルシー侯爵に手紙を書いている。
最盛期に、モロッコ軍は黒人親衛隊に10万人から15万人の黒人兵士を擁しており、他にもウダヤのジャイシュは数千人規模、兵士の提供と引き換えに土地と奴隷を受け取ったヨーロッパ人の（イスラム）改宗した封臣などもいた。 

### 統治の終焉と死去
ムーレイ・イスマーイール治世の終焉は、相続に関連する軍事的失策と家族の問題によるものと記されている。1692年5月、イスマーイールはオスマン帝国領アルジェリアを攻撃するため息子のムーレイ・ゼイダンに大軍を送った。ゼイダンは、反撃でフェズまで行軍してきたオスマン帝国に敗れた。イスマーイールはアルジェのデイ (オスマン帝国)に降伏を申し出て、和睦するためアルジェに使節団を派遣するしかなかった。かくして彼はアルジェ王国との国境をムールーヤ川に固定した。1693年、イスマーイールはオラン地域を襲撃し、ベニ・アムールの略奪を試みて、こちらは成功した。オラン市は2度の攻撃に抵抗し、スルターンを退却させた。この時、和睦を結ぶ使節を派遣したのはトルコ側で、オスマン帝国のスルターンであるアフメト2世が主導した。1699年、イスマーイールはマグレビ戦争に参加し、ベイリク西部を占領することに成功、約5万の兵士とシェリフ川まで進軍したが、彼の軍隊は1701年のシェリフの戦いでアルジェリア人によって食い止められた。
イスマーイールは4万人の兵士でセウタ市の包囲を試みたが、スペイン軍の抵抗は頑強で包囲は延々と続いた。イスマーイール軍の一部も1694年から1696年までメリリャを包囲したが、都市の要塞は同軍にとって大きすぎた。1701年春、イスマーイールはアルジェリアに対する別の遠征を開始した。モロッコ軍はオスマン帝国軍に妨害される前にシェリフ川に進軍。兵士1万人強を擁するアルジェリア軍は、どうにかモロッコ軍の兵士6万人を打ち破った。モロッコ軍は大敗し、混乱に陥った。イスマーイール自身も負傷し、かろうじて脱出した。モロッコ兵士3000人とモロッコ軍指導者50人がアルジェに連行された。1702年、イスマーイールは息子のゼイダンに兵士12,000人の軍隊を与え、ペニョン・デ・ベレス・デ・ラ・ゴメラを占領するよう指示した。 モロッコ軍はスペインの要塞を破壊したが、ラ・イスレタを保持できなかった。その間、イギリスの提督ジョージ・ルークがセウタの包囲に加わり、1704年に港を封鎖した。
1699年から1700年にかけて、イスマーイールはモロッコ各地を我が子たちに分配した。ムーレイ・アフマドにはタドラ県と3,000人の黒人親衛隊（アビド・アル=ブハーリー）を担当させた。ムーレイ・アブドゥルマリクにはドラア県とカスバ（都市城塞）と1,000人の騎兵が託された。ムーレイ・ムハンマド・アル=アラムはスースと3,000人の騎兵を受託した。ムーレイ・エル=マムーンはシジルマッサの指揮と500人の騎兵を受け取った。ムーレイ・ゼイダンはシェルグの指揮を引き受けたが、オスマン帝国が攻撃してイスマーイールが彼らと和平を結んだことで、ゼイダンはそれを失った。この国土分割はイスマーイールの息子達に嫉妬と競争を引き起こし、時にはあからさまな衝突に発展した。ある衝突では、ムーレイ・アブドゥルマリクが自分の兄弟ムーレイ・ナスルに敗北し、ナスルがドラア県全体を支配することになった。アブドゥルマリクの代わりとして父（イスマーイール）からドラアの首長に任命されたのはムーレイ・シャリーフで、彼がナスルからこの地域の奪還に成功した。
息子ゼイダンがスルターンとして父親の跡を継ぐことを望んでいた本妻ララ・アイシャ・ムバルカの陰謀、中傷、反対に応じてイスマーイールの長男ムーレイ・ムハンマド・アル=アラムがスースで反乱を起こし、1703年3月9日にマラケシュの支配権を握った。ゼイダンが軍隊と共に到着すると、アル=アラムはタルーダントに逃亡した。ゼイダンはその場所を包囲して1704年6月25日に捕らえると、7月7日に彼をウード・ベト（モワヤンアトラス山脈にある川）に連行した。アル=アラムは、父親のイスマーイールに片手片腕を切断されて厳罰に処され、彼がシャリーフであることを根拠にアル=アラムの流血沙汰を拒んだ刑罰執行者とそれに同意した者達が処刑された。イスマーイールはその後、アル=アラムによる都市獲得の責任を担当していたマラケシュのカイードを例外的な暴力で排除した。7月18日、父親の予防策も実らず、アル=アラムはメクネスで自殺した。ゼイダンがタルーダントで実行した残虐行為（特に街の住民虐殺）の事を知るや、1707年にイスマーイールは彼を殺害するよう組織し、酔い潰れて前後不覚になった時にゼイダンの妻たちが彼を絞殺した。ムーレイ・ナスルもスースで反乱を起こしたが、イスマーイールへの忠義が残っていたウーラド・デリム族によって最終的に殺された。
これ以上のトラブルを防ぐため、イスマーイールは息子達に授けた長官職を取り消したが、例外としてムーレイ・アフマドはタドラの首長としての地位を維持し、ムーレイ・アブドゥルマリクはスースの首長となった。アブドゥルマリクは独立した絶対君主のように振る舞って敬意を払うことを拒否したため、イスマーイールが継承順序の変更を決定したところ、これはアブドゥルマリクの母親がもはや彼と親密ではなかったことで支持された。アブドゥルマリクは遅ればせながら謝罪したが、イスマーイールはその息子に敵意を抱き続けた。その結果、イスマーイールは自分の後継者としてムーレイ・アフマドを選んだ。

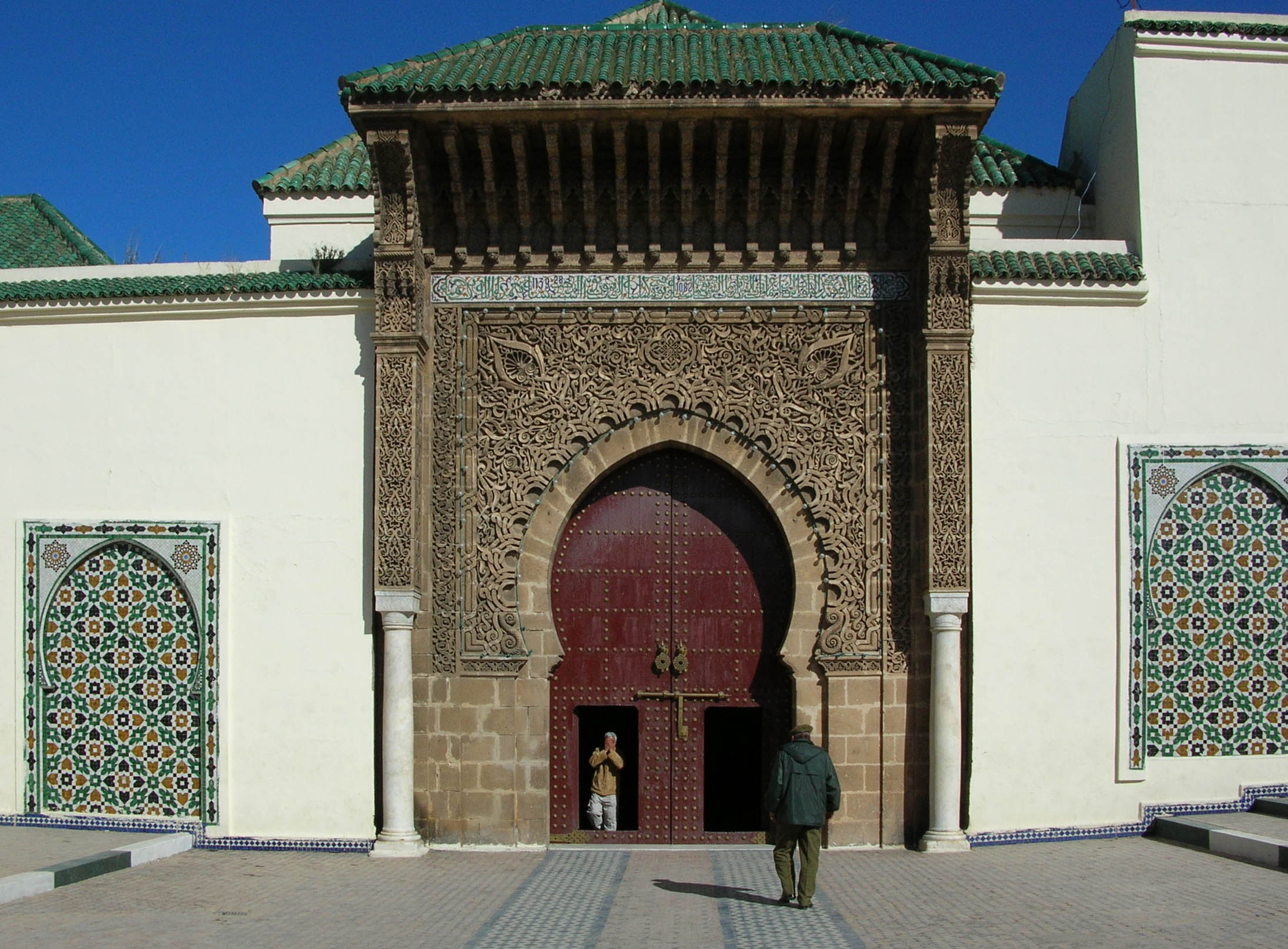
モロッコのメクネスにある、ムーレイ・イスマーイール廟

1720年、スペイン継承戦争で大同盟を支援していたモロッコに対して報復したいと考えていたフェリペ5世 (スペイン王)は、1694年以来続いていたセウタ包囲を止めさせるためレーデ侯爵指揮下の艦隊を派遣し、モロッコ軍にこの都市奪還を諦めるよう強制した。このスペイン艦隊はどうにか包囲を止めさせたが、リード侯爵がスペインに戻った後の1721年にイスマーイールはそれを再開した。スルターンはさらにスペイン侵攻に向けた大規模艦隊を計画したが、1722年の嵐によって潰えた。セウタの包囲はイスマーイールが死去する1727年まで継続された。
ムーレイ・イスマーイールは1727年3月22日に死去し、享年は81歳、下腹部の膿瘍が死因とされている。彼の統治期間は55年間に及び、モロッコ君主として最長の統治である。彼の跡を継いだのはムーレイ・アフマドだった。黒人親衛隊による反乱の結果、この帝国はすぐに内戦に陥った。1727年から1757年の間に7人以上の王位主張者が権力を掌握し、うち数名がこれを繰り返しており、ムーレイ・アブドゥッラーに至っては6度復位した（この時期の王位継承はモロッコの君主一覧#アラウィー朝を参照）。

## 特徴と政策

### 人物像と当時の評価

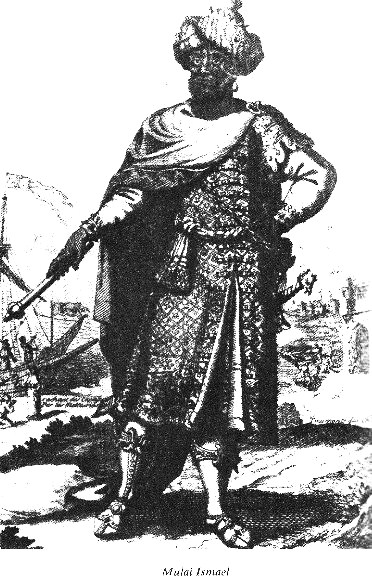
ムーレイ・イスマーイールの肖像版画

ムーレイ・イスマーイールの主な性格は、当時の記録と伝説によれば彼の「秩序と権威への傾倒、ならびに鉄の意志」にあった。 彼の強大さと権力はこの不屈の意志に支えられており、「もし神が私に王権を与えたなら、人間がそれを私から奪うことは不可能だ」と彼が発言したという記述もある。この意志は彼の行動と決定において常に明白だった。ドミニク・ブスノによれば、彼の服の色が彼の気分に関係していたという。
当時のヨーロッパ諸国では、イスマーイールが残酷で貪欲で無慈悲で嘘つきだと考えられていた。特に注目を集めたのは、彼の残酷ぶりと暴虐ぶりだった。怠け者だと見なされた労働者や使用人をイスマーイールが容易に斬首したり拷問できていたとの伝説が沢山ある。キリスト教徒の奴隷について、イスマーイールは26年間の治世で36,000人以上を殺害したというが、これは誇張のようである。しかし、当時のフランス外交官 (François Pidou de Saint Olon) によると、イスマーイールは20年間の治世で2万人を暗殺したという。彼は、ドミニク・ブスノを含む多くの著述家に「血に飢えた怪物(bloodthirsty monster)」と評された。
彼はまた強靭な体力、敏捷性、並外れた聡明さを備える非常に優れた騎手で、老齢でも彼はそれを維持しており「彼の日常娯楽の1つが、騎乗して剣を抜き、あぶみを掴んでいる奴隷を斬首することだった」という。
彼の外見は、ヨーロッパの人達にほぼ常に同じように説明されている。ルイ14世の大使サン・アマンによると、彼は「面長で、白人よりも黒人が強い、つまり非常にムラート」であり「彼は自国で最も強く、最も勢力がある男だ」と付け加えた。彼の身長は平均的で、顔の色は黒人奴隷だった母親からの遺伝だった。
1682年までモロッコに住んでいたフランス人捕虜の手記によると、

### 宗教
「信心深く敬虔な自分の宗教の信奉者」のイスマーイールはジェームズ2世 (イングランド王)をイスラム教に改宗させようとして、その真摯さと宗教的感情に異論を挟めない書簡を彼に送ったことがある。全般的にイスマーイールには批判的だったドミニク・ブスノが「彼は自分の律法に大きな愛着を持っており、あらゆる儀式、沐浴、祈祷、断食、宗教祝祭を、几帳面なほど正確に公に実践していた」と断言している。
論争の点で彼はモロッコの三位一体論者と神学を議論することを楽しんだ。金曜日にモスクから戻る多くの場合、彼は三位一体を自分の法廷に連れてくるよう求めていた。キリスト教の教父たち(fathers of Mercy)との議論中、彼はこう発言した。

### 建造物

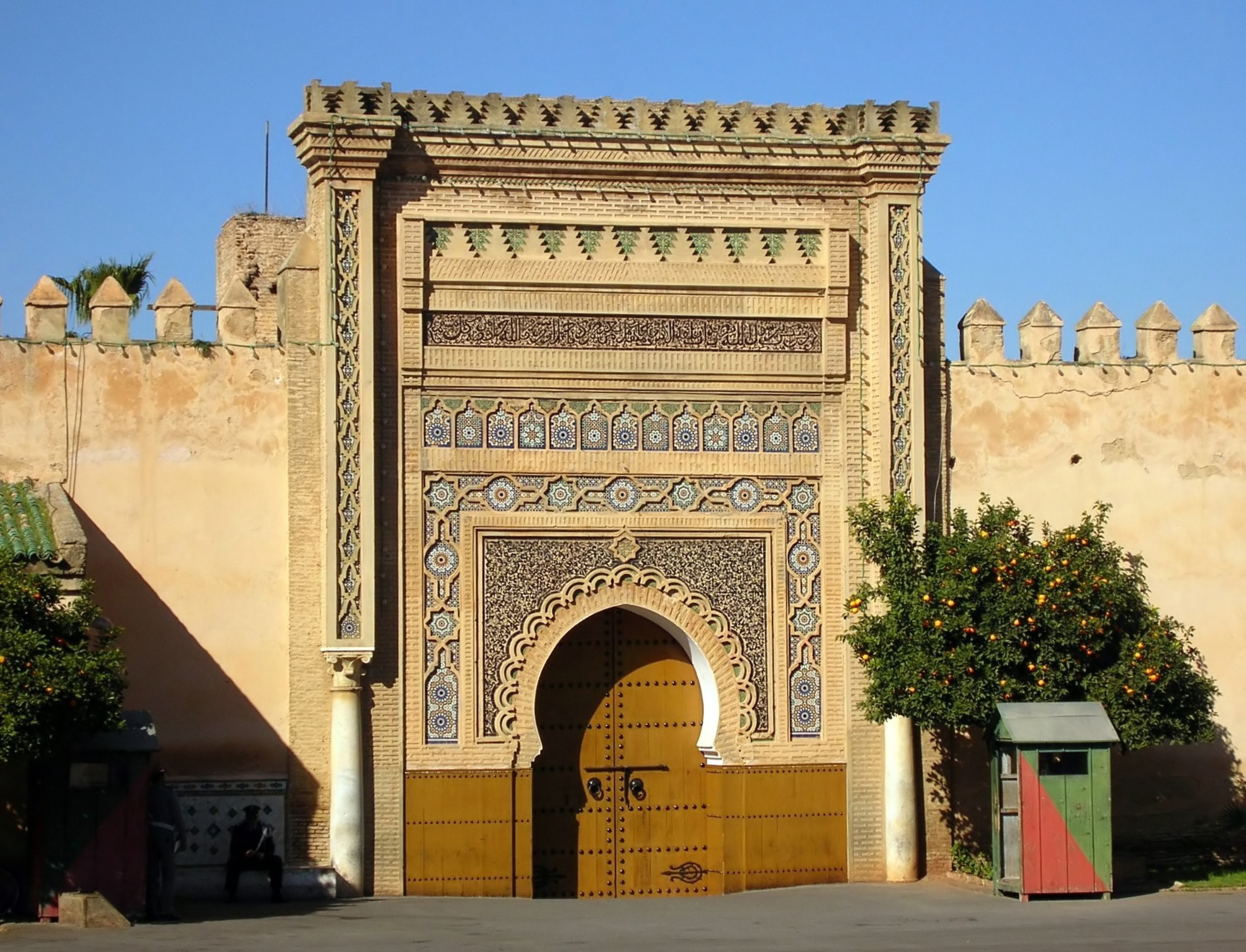
イスマーイール治世で建てられた、メクネスの王宮ダール=アル=マクゼン。

1672年にムーレイ・イスマーイールはモロッコの首都としてメクネスを選び、そこで結果的に多数の城門、モスク、庭園、マドラサを建設する大規模な建設事業を手掛けた。その建設の速さから、イスマーイールは同時代のルイ14世としばしば比較されている。マラケシュにあったサアド朝のエルバディ宮殿は、付属品をほぼ全て外したことで、メクネスまで移設することが可能となった。大理石の各種石材もヴォルビリスの古代ローマ遺跡から取り出された。この事業には少なくとも3万人のモロッコ人と2500人のキリスト教徒奴隷が駆り出された。イスマーイールは、自分の気に入らない箇所を直したり改変するために建築現場を訪れることを楽しんだ。たまに彼は作業者に残酷であり、質の悪い仕事をした者を処刑したり罰することも厭わなかった。

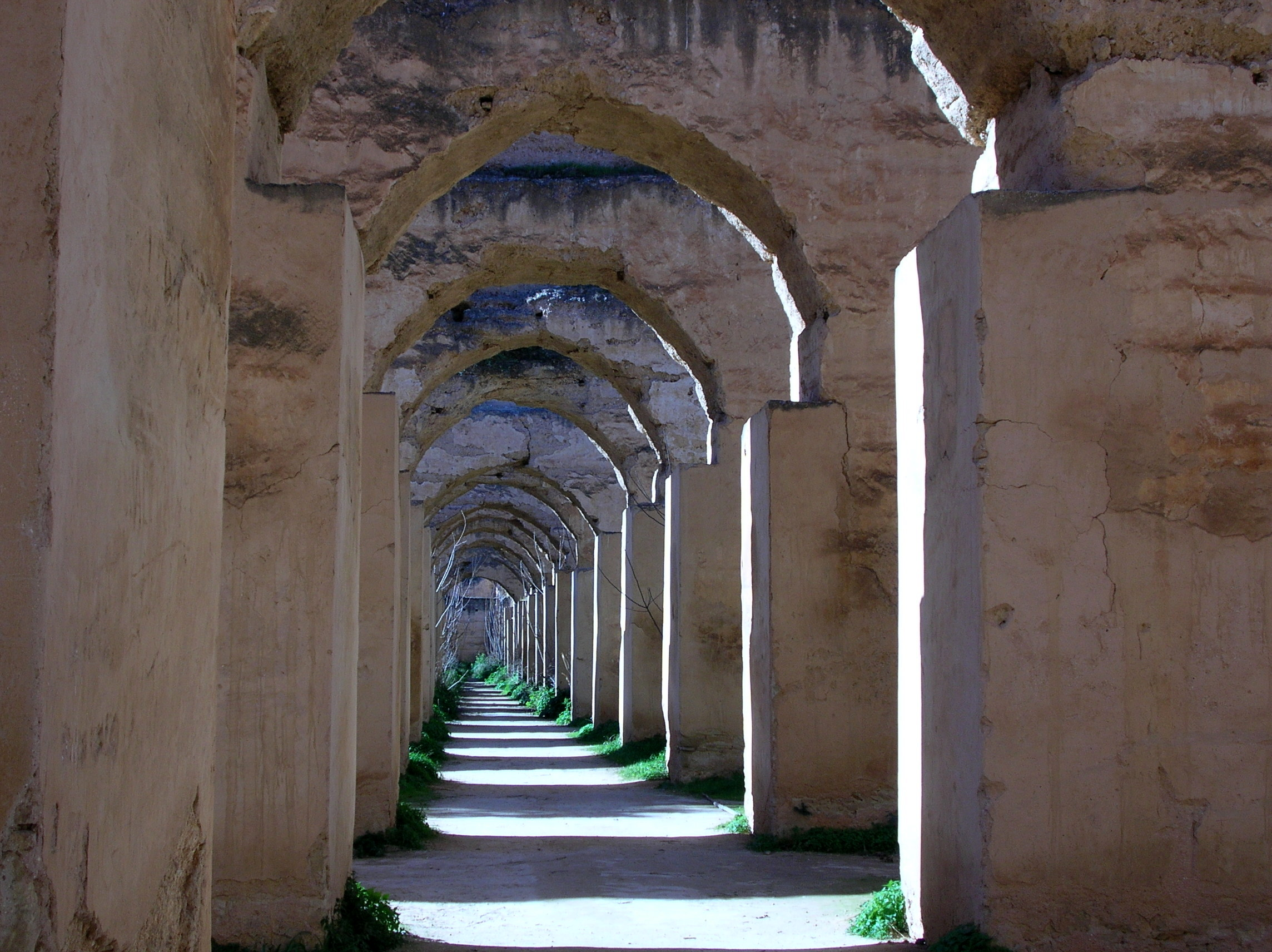
馬12,000頭を繋いでおくことが可能だった王室厩舎ヘリ・エ=スアニ

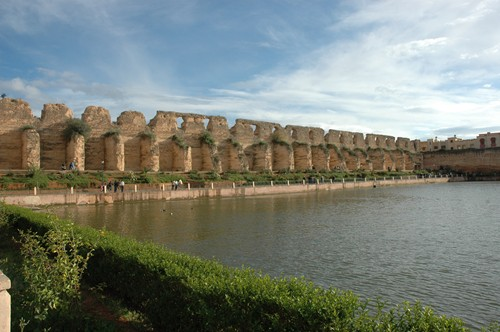
アグダル貯水池

彼は、ルイ14世によりヴェルサイユ宮殿が建設中だと知る前から、メクネスで壮大な複合宮殿の建設を始めていた。 当時メクネスに駐在していたヨーロッパの大使によると、宮殿の城壁だけで23kmを超える長さだった。 彼の最初の宮殿ダール・アル=ケビラは工期3年で完成し、巨大でバビロンの庭を模した空中庭園があった。それが完了するとすぐに、彼はダール=アル=マクゼンの基礎を設置し、これは約50の異なる宮殿を繋いだもので妻達や側室達や子供達のための独自のハンマームや独自のモスクを含むものだった。これに続いたのがイスマーイール治世を支えた高官達の居住区マディナ・エル=リヤドで、歴史家のアフマド・イブン・ハリド・アル＝ナシリはこれを「メクネスの美」と称した。

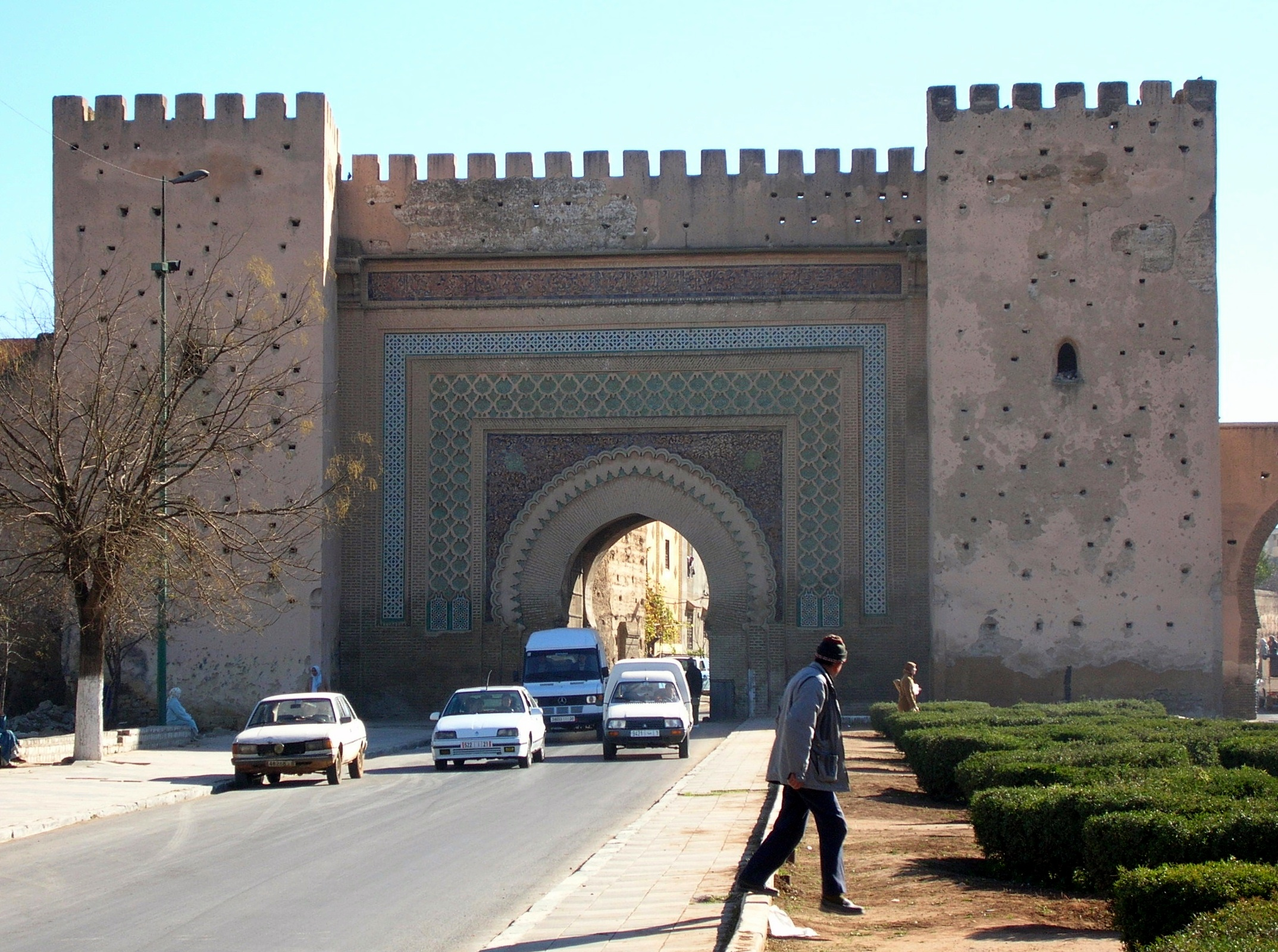
イスマーイール治世で建てられた都市の城門バブ・エル=ケミス

経済面で、イスマーイールは井戸水で育てた食料の巨大倉庫ヘリ・エ=スアニと、メクネスの庭園用に定期的な水供給を確保するために掘られたアグダル貯水池を建設した。12,000頭の馬を収容できる大規模な厩舎がヘリ・エ=スアニの中にあった。 使節団は、17世紀末に彼が建てたクバ・アル=カイヤティンという施設で受け入れられた。彼はまた、犯罪者やキリスト教徒の奴隷や戦争捕虜を収容するための刑務所を建設した。最後にイスマーイールは多数のモスク、マドラサ、公共広場、噴水、庭園をメクネスに整備した。建設活動は彼の治世を通してずっと続けられた。
軍事面で、イスマーイールは67の要塞同士をつなぐ要塞網の建設を命じ、これが主要道路と並行して走り、山岳地帯を囲んだ。首都メクネスは20の門塔が立ち並ぶ40kmの城壁で守られていた。国家東部の支配は、オスマン帝国領アルジェリアとの国境沿いに多くの頑強な砦を建設することで確保されていた。それ以外の砦も、平和を維持する目的で各部族の領土に建設された。そのほか彼はトゥアトのオアシスからシェンギ州までの経路沿いに防御建造物を構築し、ウジダを模して幾つかの都市城壁を再編したり再建した。黒人親衛隊の駐屯地は人口の多い中心部にカスバ（居住区を囲む城塞）を建設することで守られており、これはサレにあるグナワのカスバを模したものである。

### 軍事改革

#### 軍隊の改革
1677年頃、ムーレイ・イスマーイールは自分の権威を国じゅうに主張するようになった。 彼は主な敵将を殺したり手足を切り落としてから、自分の帝国を組織するためにメクネスに帰還してみせた。彼がアビド・アル=ブハーリまたは黒人親衛隊という部隊の創設を思いついたのは、この戦いの最中だった。
アラウィー朝の軍隊は、主にサハラ各州およびサハラ周辺の州（現在のタフィラルト、スース、西サハラ、モーリタニアなど）から調達した兵士で構成されていた。これら地域に沢山住んでいた遊牧民マキルが、イスマーイール治世の中期までアラウィー朝の最前線部隊を代表していた。幾つかのジャイシュはこれらのアラブ部族出身で組織されていた。アラウィー朝はまた、既にムハンマド・イブン・シャリーフによって征服済みだったウジダ地域の部族を登用することにも成功した。ジャイシュには彼らへの埋め合わせとして輸入税が免除され、その部隊と引き換えに土地が与えられた。
さらに、イスマーイールはヨーロッパ人改宗者の大砲に関する知識と経験を活用して軍隊にそれを取り入れたほか、ラシード・イブン・シャリーフが当初フェズ北部に導入したアラブ系ザナータ（ベルベル人の遊牧民）の武装団を編成した。バヌヒラル部族の中には、マクゼンの階級を与えられてモロッコ軍の中に少数部隊を編成した者もいた。彼はまた、ジャイシュ・アル=リフィというリーフ出身のベルベル人独立軍を創設し、この一団は後年のスペイン人による植民地化に対抗した17世紀のモロッコ戦争で重要な役割を果たした。
しかしながら、イスマーイールはこれらの部族に単純依存できていたわけではない、なぜなら彼らには長い独立の歴史があり、いつでも寝返ったり自分を見捨てる可能性があったためである。そのため彼は、部族構成の部隊とは異なり、完全に自分に尽くしてくれる黒人親衛隊（又はアビド・アル=ブハーリー）というモロッコ最初の職業軍隊を創設することを決定した。1672年のマラケシュ包囲戦の後、彼はサブサハラアフリカから多数の黒人男性奴隷を輸入し、この軍隊のためモロッコ国内でも多くの自由黒人男性を採用した。当初の構成部隊人数は恐らく14,000人だった。この黒人親衛隊は急拡大し、イスマイル治世の末期にかけては15万人に達した親衛隊員は、入隊すると10歳から16歳の誕生日まで軍事教育を受けた。彼らは自分達と同じく王宮で育てられた黒人女性と結婚していた。
ほかにもイスマーイールはジャイシュ・アル=ウダヤ（これはウダヤ族とは異なる武装団）を創設した。この武装団は3つのリハ（分隊）に分かれていた。第1分隊はアール・スース（スースの家）でスースの4部族で構成されていた。16世紀には、彼らがサアド朝の軍隊中枢を形成し、フェズのマリーン朝を支持するアラブ部族と対抗していた。第2分隊はモーリタニアのムガフラ(M'ghafra)で、彼らは遊牧民バヌマキルの末裔だった。イスマイールの本妻の1人クナタ・ベン・バッカールはこの隊出身である。第3分隊はウダヤ族で構成されており、彼らは元々アドラル高原出身の強靭な砂漠民で、卓越したラクダ騎乗者だった。1674年にマラケシュを征服した後、彼らと遭遇したイスマーイールが、干ばつのため土地を追われざるを得ないウダヤ族の窮状を憂えて自軍のエリート部隊に登用することを決定した。
ジャイシュ・アル=ウダヤはスルターン軍の一大部隊となり、兵役と引き換えに土地が兵士に与えられるマクゼン方式で統率された。歴史家シモン・ピエールによると「アラウィ朝の征服後、マグレブ市民は略奪されて武装解除され、ベルベル人とリフィ人を除けばアビド・アル=ブハーリーとウダヤだけが暴力での独占を行使した。ムーレイ・イスマーイールが死去した30年後の1727年、スルターンにムーレイ・アフマド・アド=ダーアビーを選ぶべくメクネスのウラマーや大臣たちと手を組んだのが、アビド・アル=ブハーリーやウダヤのカイード（高官）達だった」という。ただし、別の資料ではイスマーイールが自らの死を前に後継者として彼を指名したと述べられている。いずれにせよ、イスマーイール死後の無政府時期にウダヤがアビド・アル=ブハーリーと共にスルターン数人を退位させる際の大役を担っていたことは確かである。

#### 防衛組織
治世末期までに、イスマーイールは自国領土じゅうに76以上のカスバ（城塞）と軍隊駐屯地を建設した。 各カスバはジャイシュや黒人親衛隊から引き抜かれた最低でも兵士100人の武力で守られていた。モロッコ軍はあらゆる主要都市と州都に駐留し、その地域で未征服だった部族に対する防衛非常線を形成していた。
カスバは東部国境の防衛を確たるものとし、そこではモロッコ軍の存在も大きかったが、このカスバが王国内の主な通信路を守り、未征服部族に対しては継続的に襲撃することで彼らへの支配が容易になるようにしていた。

### 外交

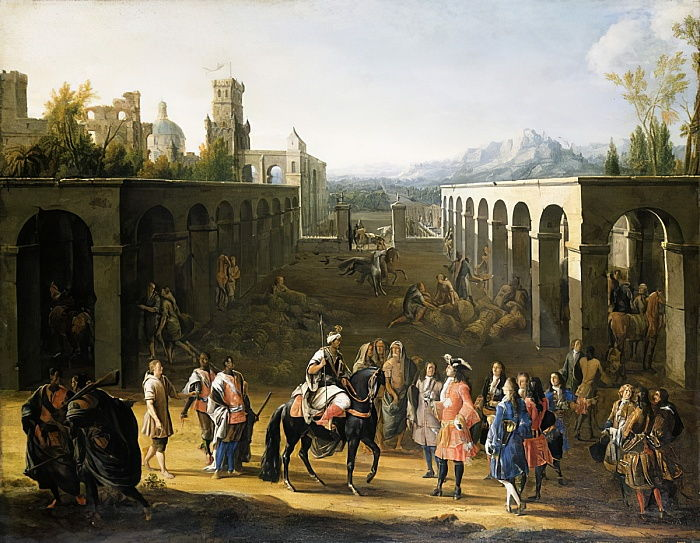
イスマーイールが、フランスのルイ14世からの大使フランソワ・ピドゥ・ド・サントロンを迎える様子を描いたもの。ピエール＝ドニス・マルタン作（1693）

モロッコとオスマン帝国との関係および北アフリカにおけるその所有状況はしばしば非常に緊張した。2つの勢力は常にお互い不信感を抱いており、これはイスマーイール治世で特に当てはまった。オスマン帝国はモロッコ国内にいるイスマーイールの敵対者を財政的にも軍事的にも支え、彼らを支援する遠征を繰り返し行なっていた。 逆に、イスマーイールはアルジェリア内にいる反オスマンのアラブ部族（ベニ・アムールなど）から支持を得て、オスマン領土への侵攻と襲撃を幾度か主導していた。両帝国は幾度も平和条約に署名しており、1678年、1692年、1693年が著名だが、いずれもそう長くは継続できなかった。1701年の最終条約はイイスマーイールの生涯最後まで維持された。

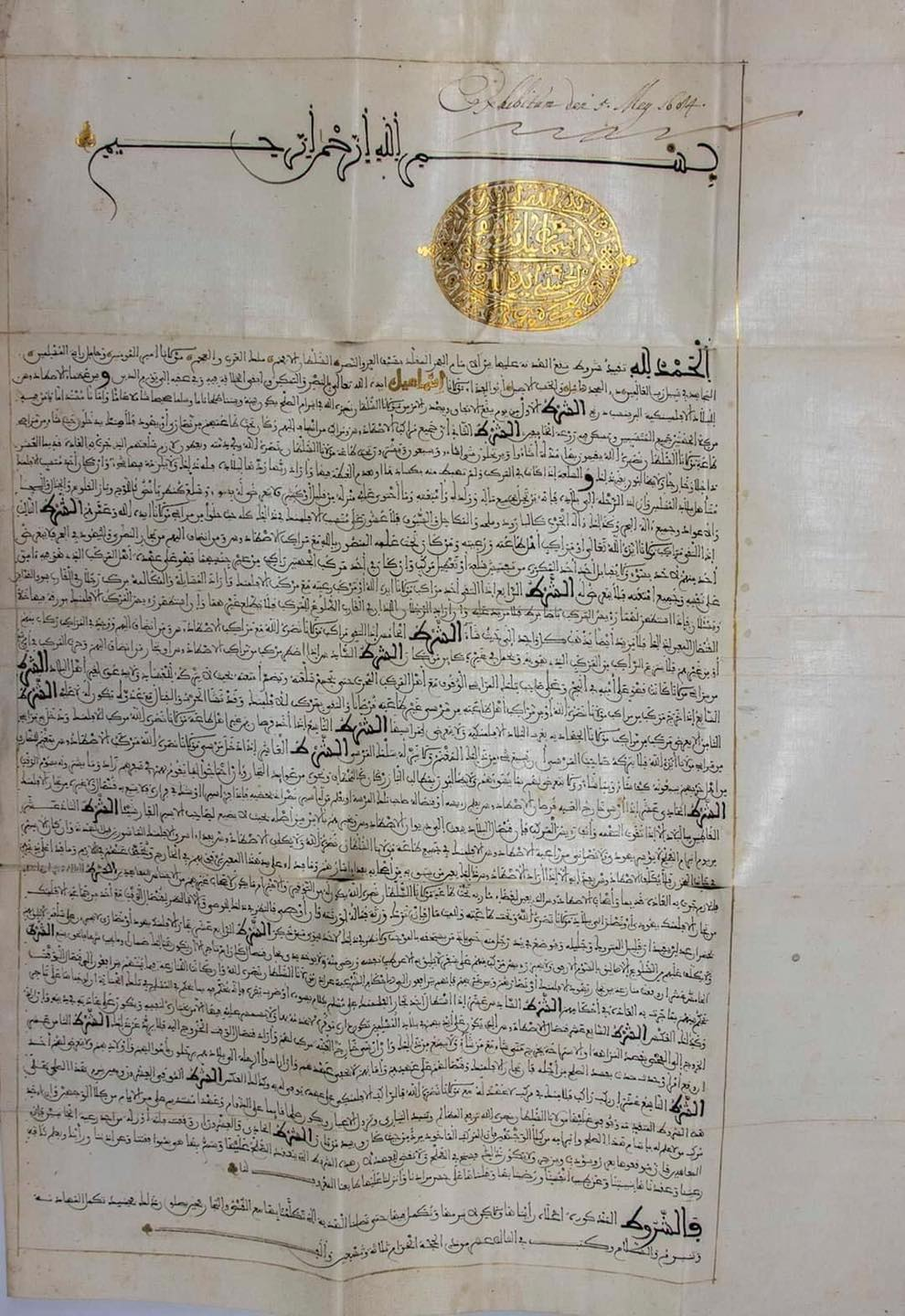
1682年のネーデルラント連邦共和国との平和条約

サアド朝アブー・マルワン・アブド・アル=マリク1世の始めた外交政策に続いて、イスマーイールは貿易関係を確保するためフランスおよびイギリスとの良好な関係を模索した。これらの関係は、サレの海賊団などによって海上で拿捕されたキリスト教徒船員の売却を中心としたものだったが、軍事同盟の創設もあった。スペインとの戦争中に イスマーイールはフランスの支援を繰り返し要請したが、実現しなかった。 しかしながら、フランスとの同盟やアルジェリアに敵対するチュニスにいるベイとの同盟が締結された。
1682年、イスマーイールはモハマド・テミムを大使としてフランスに派遣した。 彼はサン＝ジェルマン＝アン＝レーで調印されたモロッコとフランス間の友好条約交渉で成果を上げた。 ルイ14世の庶子ナント令嬢との結婚要求は成功しなかった。1699年にアブドゥッラー・ベン・アイシャが2番目の大使としてフランスに赴いた。しかし、1710年にルイ14世の孫フェリペがスペイン王を継承したことでこの同盟は解消となり、結果としてフランスやスペインとの外交関係が破綻して、1718年にフランスとスペインの領事達がモロッコから去った。フランスの外交官はイスマーイールを非常に貪欲だと考えていた。彼らは、イスマーイールが交渉をして貢ぎ物を受け取るためだけに協定を結んだこと、そして望むものをひとたび手に入れたらこちらが提案するものを何でも否定していた、と不平を言った。
1684年にイスマーイールがタンジェ（当時は英国領）を征服したにもかかわらず、イギリスはスペインと敵対して彼を支持し、幾つかの友好条約や通商条約に署名した。イギリスは、イスマーイールによる都市包囲期間の1704年にスペイン領セウタの港封鎖に参加した。フランスとの関係が途絶えた後、モロッコとイギリスとの絆は強固になった。退位させられた後のジェームズ2世 (イングランド王)に宛ててイスマーイールは使節団を幾度か送っており、支援の申し出とイスラム教への改宗を依頼している。

### 結婚、側室、子供
ムーレイ・イスマーイールには4人の本妻がおり、中でもクナタ・ベン・バッカールは美貌と知性と学識で有名だった。彼女は、イスマーイールが助言を聞き入れた数少ない人物の一人だった。後に六度も君主の座に就くムーレイ・アブドゥッラーは彼女の息子である。ララ・アイシャ・ムバルカ（ゼイダナとも）もまた妻としてイスマーイールに相当な影響力を持ち、息子のムーレイ・ゼイダンを君主の座に就かせようと長年画策し、これは父イスマーイールに息子が処刑される1707年まで続いた。彼女はヨーロッパ人達に「モロッコの皇后(Empress of Morocco)」と呼ばれていたが、イスラム教では他の妻達よりも優遇される妻は存在せず、ヨーロッパのような皇后や王妃という地位も存在しなかった。
彼の側室の多くは断片的にしか書面に残っていない。側室としての彼女たちは奴隷の捕虜であり、ヨーロッパ出身の者もいた。
フランスの外交官ドミニク・ブスノーの著書によると、イスマーイールには少なくとも500人の側室とそれを上回る数の子供がいた。1703年には合計868人の子供（息子525人と娘343人）が記録されており、1727年の彼の死後すぐに700人目の息子が誕生し、その時までに彼は1000人をはるかに超える子供達を設けていたという。最終的な総数は不確定で、ギネスブックでは1042人と記録されているが、ウィーン大学の共同研究は総人数を1171人と出している。いずれにせよ、史上最も多くの子供を作った人間がムーレイ・イスマーイールだと見なされている。

## 功績
1世紀近い困難と分裂の末、国内全域を平定したムーレイ・イスマーイールの下でモロッコは平和を経験した。 彼の治世はモロッコ史における黄金時代と考えられており、その時期には安全、平穏、秩序などが見られた。この当時、モロッコ全史を記録した歴史家アフマド・イブン・カリド・アル＝ナシリは次のように著述している。
イスマーイールは国全体の政治的統一を成し遂げ、大きな軍事力（アビド・アル＝ブハーリーやジャイシュなど）を形成し、ヨーロッパ諸国から幾つかの沿岸都市を奪還した。彼はモロッコ領土を大幅に拡大しており、尋常ではない量の建設を行なった。
1727年にイスマーイールが享年80歳で死去した後、息子達の間で相続闘争が起こった。 後継者たちはイスマーイールの建設計画を継続したが、1755年にメクネスの巨大宮殿が地震によってひどく損壊した。そこで孫のムハンマド3世が1757年までに首都をマラケシュに移転した。
大衆文化では、ヴォルテールの著書『カンディード』第11章に、イスマーイールのことが書かれている。ジェーン・ジョンソンの小説『The Sultan's Wife』作中に出てくるスルターンの性格がイスマーイールに基くものである。マーガレット・ヘンリーの小説『King of the Wind』では、「全モロッコの皇帝、スルターンMulai Ismael」が「フランスの少年王」ルイ15世に馬を6頭寄贈したとの記述がある。